# World Class Championship Wrestling
World Class Championship Wrestling (WCCW), også kendt som World Class Wrestling Association (WCWA), var et fribryderforbund, der eksisterede fra 1966-1990. Forbundet var ejet af den legendariske Von Erich-familie, med Fritz Von Erich i førersædet. World Wrestling Entertainments fribryder The Undertaker startede sin karriere i WCCW hvor han blev trænet op af Don Jardine under kunstnernavnet The Punisher.